# Soběslavská Blata

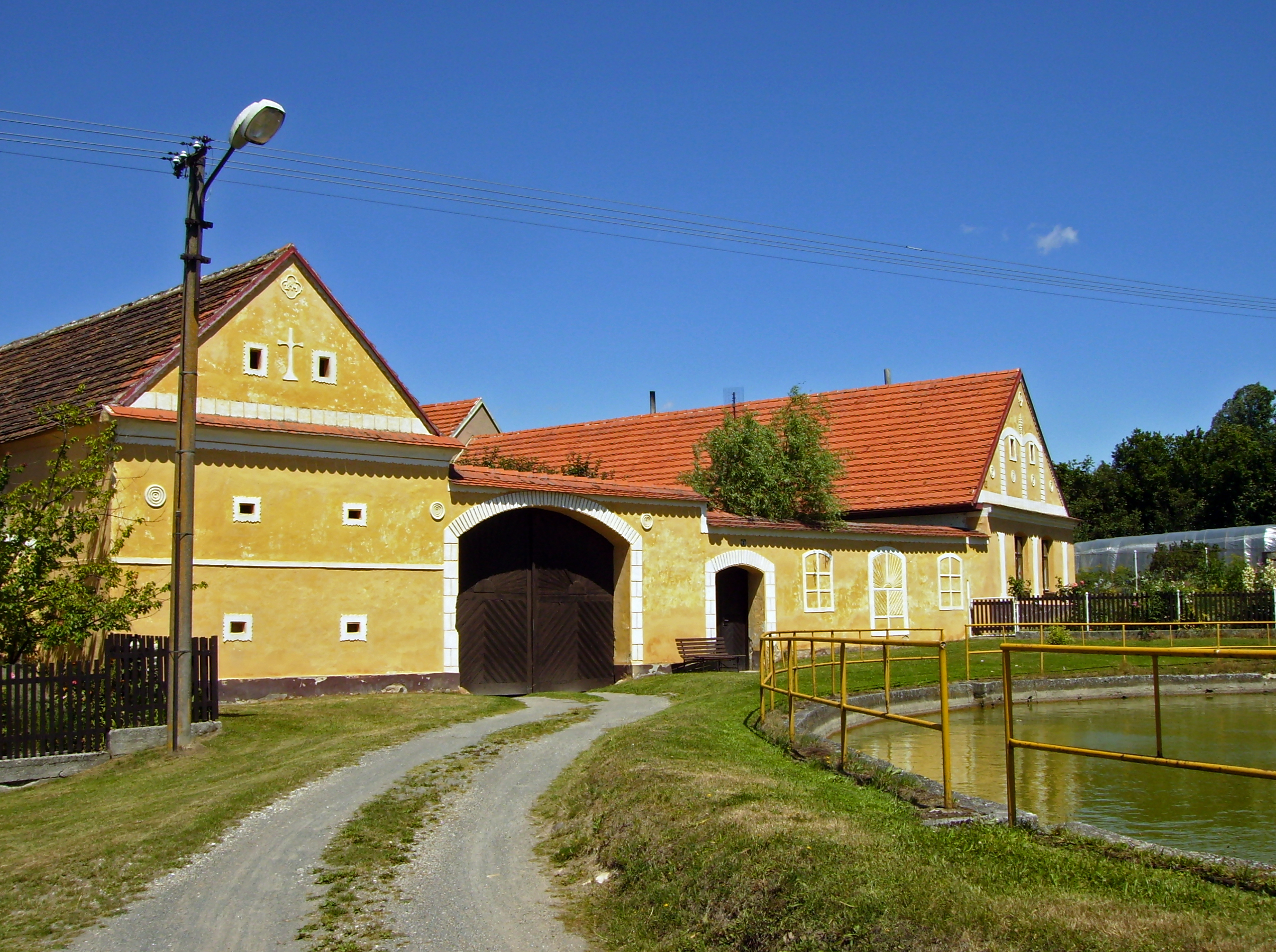
Náves v Záluží u Vlastiboře

Soběslavská Blata jsou unikátní architektonickou lokalitou, která se nachází v Jihočeském kraji mezi Soběslaví a Veselím nad Lužnicí. Patří k nejvýznamnějším a nejcennějším oblastem lidové architektury v Čechách. Charakteristickým rysem je bohatá výzdoba štítů většiny budov, jež dokazuje někdejší bohatství obyvatel tohoto kraje. Zachovalo se zde mnoho památek tzv. selského baroka, většinou jen málo narušených pozdějšími přestavbami.
Na jihu tato oblast plynule přechází do Pšeničných Blat, často se tyto oblasti vůbec nerozlišují. Nejjižnějším výskytem tohoto typu výzdoby budov je oblast Lišovského prahu - tedy vesnice Vitín, Kolný, Velechvín. 
Na rozdíl od Zbudovských Blat, kde většinou stavitele jmenovitě neznáme, zde pracovalo několik známých zednických rodů, zvl. Patáků z Vlastiboře a Šochů ze Zálší.

## Etnografie
Se Soběslavskými Blaty je nerozlučně také spojeno jméno významné etnografky, sběratelky a zachránkyně mnoha cenných památek - učitelky Emilie Fryšové

## Vesnice spadající do Soběslavských Blat
- Centrální část
  - Záluží
  - Vlastiboř
  - Svinky
  - Komárov
  - Klečaty
  - Zálší
  - Mažice
  - Borkovice
- Severní část
  - Debrník
  - Nedvědice
- Východní část
  - Dráchov
  - Žíšov
- Jižní část
  - Hartmanice
  - Kundratice
  - Sviny